# Pedicularis mychophila
Pedicularis mychophila är en snyltrotsväxtart som beskrevs av Cecil Victor Boley Marquand och Airy Shaw. Pedicularis mychophila ingår i släktet spiror, och familjen snyltrotsväxter. Inga underarter finns listade i Catalogue of Life.